# Quarantine the Past: The Best of Pavement
Quarantine the Past: The Best of Pavement ist ein Best-of-Album der US-amerikanischen Rockband Pavement und erschien 2010 im Vorfeld der Reunion-Tour.

## Hintergrund
Die Kompilation enthält 23 Songs von Pavement, die sowohl aus den Anfangstagen als Garagenband im Januar 1989 als auch aus den letzten Studioaufnahmen im Jahr 1998 stammen. Die Auswahl für das Best-of wurde von den Bandmitgliedern und Jesper Eklow zusammengestellt.
Die Tracks 5, 6, 9, 12 und 19 stammen aus dem Studioalbum Slanted and Enchanted (1992), Tracks 1, 7, 10, 13 und 18 aus Crooked Rain, Crooked Rain (1994), Tracks 11 und 23 aus Wowee Zowee (1995), Tracks 4, 8, 14 und 20 aus Brighten the Corners (1997) und Track 17 aus Terror Twilight (1999). Track 21 erschien zuerst auf der EP Slay Tracks (1933–1969) (1989), Tracks 3 und 15 auf Perfect Sound Forever (1991), Tracks 2 und 16 auf Watery, Domestic (1992) und Track 22 auf dem Benefiz-Sampler No Alternative (1993). Bei den Songs, die vor 1993 eingespielt wurden, sitzt Gary Young am Schlagzeug. Er wurde im Sommer 1993 von Steve West abgelöst.
Quarantine the Past wurde in den USA von Matador Records und in Europa von Domino Records als CD und Doppelalbum auf LP veröffentlicht. Anlässlich des Record Store Day erschien 2010 in stark limitierter Auflage eine Sammlerausgabe mit alternativer Trackliste.
Der Albumtitel bezieht sich auf die Zeile „You can never quarantine the past“ aus dem Song Gold Soundz von 1994.

## Titelliste
Bis auf die gekennzeichneten Ausnahmen stammen alle Songs aus der Feder von Stephen Malkmus.
Seite 1
1. Gold Soundz – 2:40
2. Frontwards – 3:01
3. Mellow Jazz Docent (Malkmus, Scott Kannberg) – 1:52
4. Stereo – 3:07
5. In the Mouth a Desert – 3:48
6. Two States (Kannberg) – 1:48
Seite 2
7. Cut Your Hair – 3:05
8. Shady Lane / J vs. S – 3:51
9. Here – 3:55
10. Unfair – 2:31
11. Grounded – 4:15
Seite 3
12. Summer Babe (Winter Version) – 3:15
13. Range Life – 4:56
14. Date w/ IKEA (Kannberg) – 2:38
15. Debris Slide (Malkmus, Kannberg) – 1:56
16. Shoot the Singer (1 Sick Verse) – 3:15
17. Spit on a Stranger – 3:01
Seite 4
18. Heaven Is a Truck – 2:29
19. Trigger Cut/Wounded-Kite at :17 – 3:15
20. Embassy Row – 3:50
21. Box Elder – 2:24
22. Unseen Power of the Picket Fence (Malkmus, Kannberg) – 3:50
23. Fight This Generation – 4:23

## Rezeption
Die Kompilation wurde positiv rezensiert, allerdings wurde mehrfach das Fehlen bestimmter Songs angemerkt.

„And while it’s possible to make strong arguments that some of the surrounding tracks should have been replaced by other songs -- not just the aforementioned singles, but anything from “Forklift” to “The Hexx” -- everything here is excellent, everything illustrates the range and depth of the best indie rock band of the ‘90s. So, think of Quarantine the Past as a cousin to Hot Rocks or the Red and Blue Albums: it doesn’t tell you everything you need to know, but as a primer, it’s hard to beat.“

„It’s all very accessible, but it’s not easy to know where to start. Quarantine the Past, the first-ever Pavement retrospective compilation, solves this problem by providing a cheap and easy entry point to the band that represents the breadth of their songbook“

Metacritic berechnet für Quarantine the Past einen Metascore von 85 von 100 möglichen Punkten.